# Fannie Hurst
Fannie Hurst, född 18 oktober 1889 i Hamilton, Ohio, död 23 februari 1968 i New York, var en amerikansk författare.
Under många år var Hurst en av mellankrigstidens högst betalda och mest lästa författare, och dessutom en av de mest filmatiserade. Hon var en celebritet med i det närmaste filmstjärnestatus, och visste att dra nytta av detta faktum för att dryfta vad hon såg som angelägna samhällsfrågor. Hurst sympatiserade med Roosevelts reformprogram New Deal och engagerade sig i frågor som immigration och rasförtryck, arbetarklassens villkor och kvinnors rättigheter. Hon skildrade gärna kvinnor i låglöneyrken, som hemtjänarinnor och butiksflickor. Hon verkade också för homosexuellas rättigheter, och höll sig underrättad om situationen för Europas judar.
Den respekt Hurst åtnjöt från kritikerkåren i inledningen av sin karriär avmattades när hennes historier började utvecklas åt det mer gråtmilda hållet – hon har kallats "the sob sister of American fiction". Kritikerna förnekade dock aldrig att hon ägde en ypperlig förmåga att effektivt berätta en historia. Även om hennes död 1968 var en förstasidesnyhet var hon då i stort sett helt bortglömd, både som författare och som samhällsdebattör, och hon föll ytterligare i glömska under decennierna som följde. Under 2000-talet har hon fått något av en renässans, med flera biografier och nyutgivningar av hennes böcker.

## Biografi

### Uppväxt och utbildning
Fannie Hursts föräldrar Rose Koppel och Samuel Hurst bodde i St. Louis, Missouri, men Rose födde dottern på sina morföräldrars gård i Hamilton, Ohio. Året för Fannies födelse var 1885, men hon valde senare att uppge 1889. Hennes yngre syster Edna dog i difteri vid fyra års ålder. Fadern hade varit handelsresande, men startade en skofabrik i St. Louis.
Hurst intresserade sig tidigt för litteratur, och hon tillbringade mycket tid i stadsbibliotekets läsrum. I hemmet fanns inget läsmaterial, och föräldrarna var missnöjda med att hon "ständigt hade näsan i böcker". De tyckte inte att en utbildning var viktigt för en flicka; Fannies uppfostran syftade till att göra henne till en societetsdam och en god hustru. Den sjuåriga Fannie hade givit sig på att skriva vers, och vid elva års ålder hade hon börjat producera korta berättelser. Sam och Rose Hurst insåg att deras dotter hade stakat ut sin framtid och efter avslutad skolgång vid Central High School tilläts hon söka till Washington University i St. Louis där hon skrevs in som lärarstudent 1905. Hon utexaminerades 1909, samma år som hon fick sin första novell publicerad, "The Joy of Living" i St. Louis-tidningen Reedy's Mirror.

### Genombrott

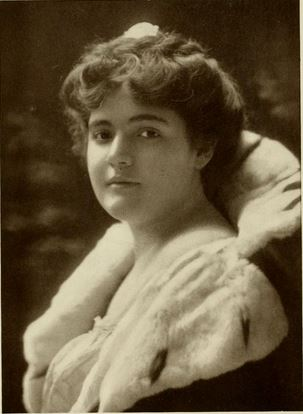
Fannie Hurst 1914, året för hennes bokdebut.

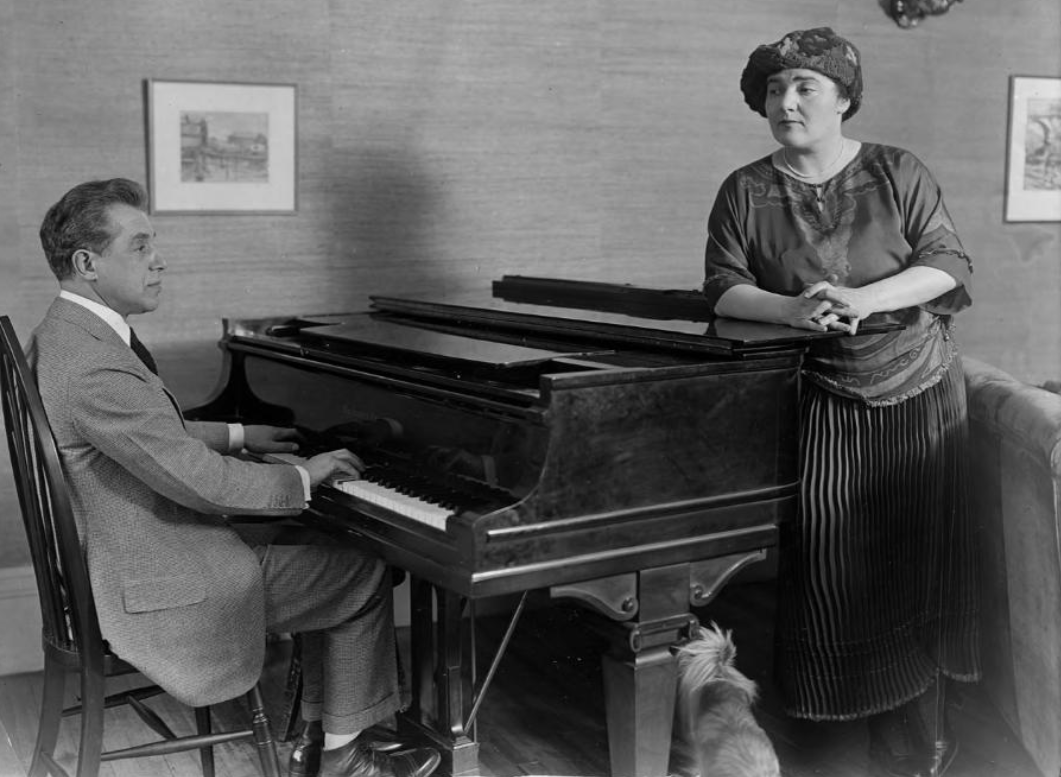
Jacques Danielson och Fannie Hurst 1920.

Under hela collegetiden hade Fannie Hurst skrivit mängder av noveller som hon sänt till alla större förlagshus, men det resulterade bara i en mångfald av refuseringsbrev. Uppmuntrad av William Marion Reedy, redaktören som publicerat hennes novell, och efter en årslång övertalningskampanj i föräldrahemmet, flyttade Hurst till New York, där hon bosatte sig på Manhattan. Under sina fortsatta försök att bli publicerad livnärde hon sig på ströjobb som servitris, butiksbiträde och som teateraktris i enstaka småroller. Genombrottet kom 1912 när Saturday Evening Post i juli slutligen publicerade en av hennes berättelser efter att ha refuserat henne mer än trettio gånger. Samma år kom Hurst i kontakt med Bob Davis på Munsey's Magazine. Han fastslog: "Girl, you are a writer!" och accepterade tre av de femton noveller som hon sänt honom. Två år senare ingick de fyra berättelserna i Hursts debutbok, novellsamlingen Just Around the Corner.
Fannie Hursts publika genombrott kom inte över en natt, utan mer som ett resultat av att hennes myckna produktion nu också manifesterade sig i en väl utspridd och riklig förekomst i tryck – och förstås att berättelserna talade till en bred publik; hennes hjältinnor var hårt arbetande immigranter, som butiksflickor och husjungfrur, i livfulla berättelser med socialt patos. När hennes första novellsamling kom ut 1914 hade Saturday Evening Post hunnit ta in ett tjugotal av hennes historier, till ett arvode tiofalt de 30 dollar hennes tidiga alster hade inbringat. Efter ytterligare tre novellsamlingar kom hennes första roman 1921, Star-Dust: The Story of an American Girl, och ett par år senare roman nummer två, Lummox, som blev en bästsäljare. Den hölls högt av Hurst själv och brukar räknas som hennes bästa. Under sin livstid publicerade Hurst runt 300 noveller, av vilka 63 finns utgivna i åtta novellsamlingar. Under större delen av 1920-talet kunde tidskrifter som The Cosmopolitan och Saturday Evening Post stimulera lösnummerförsäljningen med löpsedelsrubriker och reklamaffischer som proklamerade: "med en ny novell av Fannie Hurst". Hurst hade uppnått en idolstatus som normalt var förbehållen film-, musik- och sportstjärnor, och hon hade blivit en av USA:s högst betalda författare, vid sidan av sådana inkomstgiganter i branschen som Mary Roberts Rinehart och Booth Tarkington.

### Männen i hennes liv

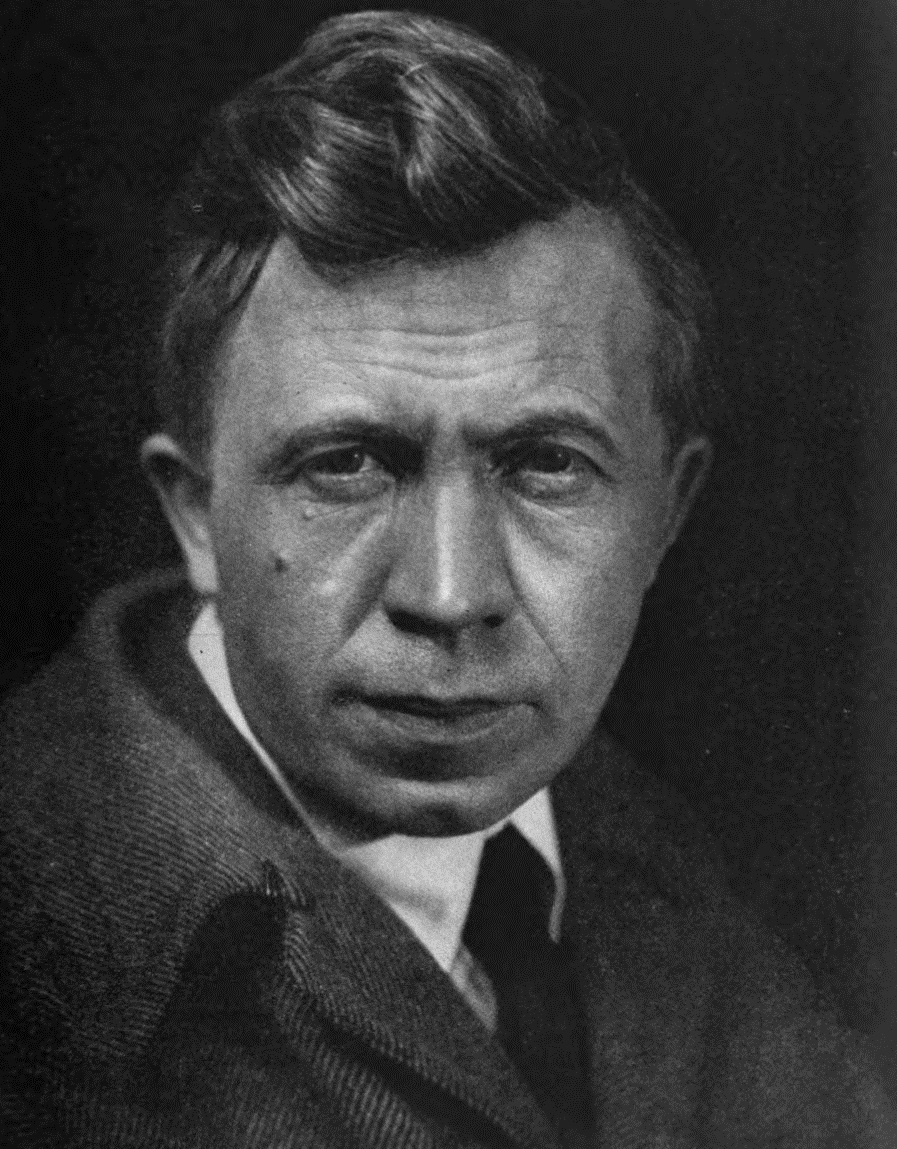
Vilhjalmur Stefansson tidigt 1920-tal.

När det blev känt 1920 att Fannie Hurst hemligen gift sig med konsertpianisten Jacques Danielson fem år tidigare, stöttes och blöttes hennes ovanliga äktenskapsarrangemang i pressen. Hurst behöll sitt flicknamn, och paret bodde i separata våningar i samma bostadskomplex; de avtalade möten på samma sätt som de gjorde med vänner. "Två frukostar i veckan som regel" förklarade Hurst. Ett "fannie-hurst-marriage" blev ett begrepp och ett ideal i de samhällsgrupper som hade ekonomiska förutsättningar för dubbelt boende. Hurst hade träffat Danielson 1910 i Mount Clemens, Michigan där hon var på resa med sin far. Danielson, en rysk-judisk immigrant som kommit till USA som sextonåring, var där som pianisten Rafael Joseffys turnéassistent. Paret förblev gifta till hans död 1952.
Att Fannie Hurst hade ett långvarigt utomäktenskapligt förhållande med polarforskaren Vilhjálmur Stefánsson blev inte känt förrän långt efter bådas död, då ett antal av Stefánssons privata brev dök upp på en loppmarknad i New Hampshire 1987. Hurst och Stefánsson träffades första gången i Ravello på Amalfikusten 1922. Då var de redan medvetna om varandras existens; båda två var storheter inom sina respektive fält, och hade umgängeskretsar som överlappade varandra. Förhållandet tog slut 1939 när Stefánsson började arbeta tillsammans med Evelyn Schwartz Baird, som han gifte sig med ett par år senare.

## Författarskap och aktivism hand i hand

### Rösträtt
Fannie Hurst var medlem i den radikala Greenwich Village-baserade diskussionsklubben Heterodoxy, som ivrade för kvinnors rätt att skapa ett eget liv utan att låsas in i den traditionella hustrurollen. Medlemmarna i den löst sammansatta gruppen engagerade sig bland annat starkt i rösträttskampen. Inför staten New Yorks omröstning om kvinnors rösträtt 1917 bidrog fjorton populära författare med varsitt kapitel till romanen The Sturdy Oak: A Composite Novel; Hurst stod för kapitel tre. Romanen gick först som följetong i Collier's och alla intäkter gick till att stödja suffragiströrelsen.

### Rasrelationer
Från mitten av 1920-talet var Fannie Hurst aktivt engagerad i frågan om afroamerikaners situation i samhället. Hon verkade bland annat för förbättrade sjukvårdsmöjligheter och avskaffandet av rassegregationen. Hon var styrelseledamot i New York Urban League, höll föreläsningar om rasrelationer och skrev appeller som fördömde lynchningar.

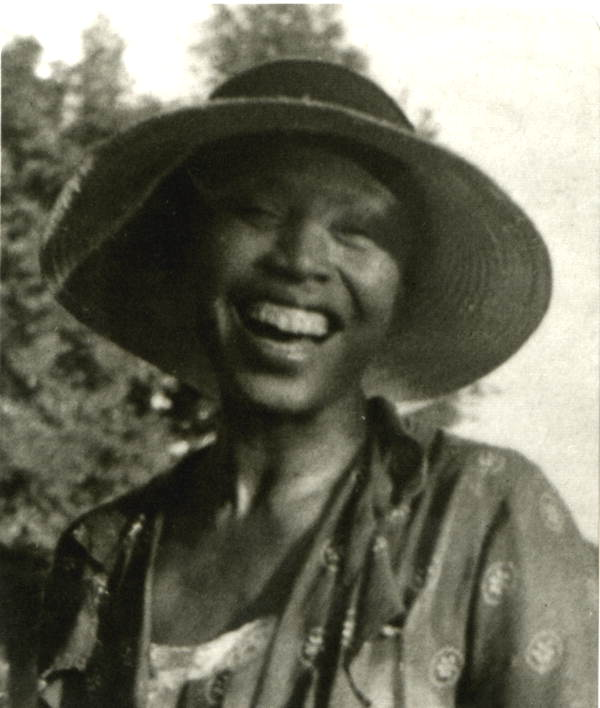
Zora Neale Hurston tidigt 1930-tal.

Det var i umgänget med den afroamerikanska författaren Zora Neale Hurston som Fannie Hurst bibringades en mer praktisk insikt i vardagsrasismen som den svarta befolkningen ständigt utsattes för. Hurst hade träffat Zora Hurston på en prisutdelningsmiddag 1925 där hon suttit i juryn som premierat dennas novell "Spunk" med ett andrapris. Hurst imponerades av Hurstons intellekt och vitalitet och erbjöd henne anställning som inneboende sekreterare. Hurston tackade genast ja, men hon hade ingen fallenhet för maskinskrivning och arkivering; inom mindre än en månad hade hennes roll i Hursts tillvaro utkristalliserats till att vara sällskapsdam och emellanåt chaufför. Hurst stöttade Hurston ekonomiskt och presenterade henne för personer som kunde vara till gagn för hennes författarambitioner.
De två kvinnornas relation var komplicerad. De var i det närmaste jämnåriga, men Hurston förväntades ändå vara protegén som sökte rådgivning från en livserfaren mentor villig att lotsa henne genom tillvaron. Zora Hurston hade ingenting emot att spela den rollen, men ibland tvivlade hon på att Hursts och andra välgörares omsorg om henne var genuin. Vid den här tiden var svart kultur högsta mode inom New Yorks kultiverade kretsar – en period som brukar kallas Harlemrenässansen – och bland sina närmaste vänner skämtade Hurston att Fannie Hursts intresse i henne kanske mest av allt berodde på att dennas liljevita hy stod sig så bra mot hennes egen mörka.
Zora Neale Hurstons pragmatiska hållning i segregationsfrågan kunde Fannie Hurst inte tolka som annat än bristande indignation, och hon medgav att den förbryllade henne. En illustrerande episod från en niodagars rundresa i Ontario 1931 med Zora Hurston vid ratten – återberättad av Hurston i sina memoarer och av Hurst i en nekrolog efter Hurstons död – vittnar om hur Hurst viftade bort Hurstons villighet att foga sig och hur de omedelbart erhöll ett bord på ett finare lunchställe, när Hurst tolkade hovmästarens blick och innan denne hunnit öppna munnen förklarat att hennes sällskap var prinsessan Zora, en afrikansk kunglighet. Även om händelsen var dråplig och resulterade i en fantastisk måltid, bar den på en bitter eftersmak för Hurston. Hurst förstod aldrig det, trots att hon fick det förklarat för sig efteråt när Hurston beskyllde henne för ägna sig åt "tröttsamt spel för galleriet."
Fannie Hursts mest kända roman, Imitation of Life från 1933 berättar om Peola Johnson, en ljushyad svart kvinna som utger sig för att vara vit, men blir avslöjad. Det litterära motivet "passing" – som i "passing for white" – var etablerat sedan flera decennier, men författarna är normalt icke-vita. Motivet behandlas också i exempelvis James Weldon Johnsons The Autobiography of an Ex-Colored Man från 1912, Walter F. Whites Flight från 1926 och Nella Larsens Passing från 1929. "Peola" har kommit att bli harlemslang för "en mycket ljushyllt ung svart kvinna".

### New Deal
En viktig faktor för Fannie Hursts popularitet var den väldiga mängd nyanlända immigranter och första generationens amerikaner vilkas erfarenheter av hårt arbete och kamp för tillvaron Hurst beskrev i noveller och romaner, och ganska snart också på filmduken. Hennes solidaritet med arbetande kvinnor var äkta känd ända sedan barndomen då hon blivit medveten om familjen Hursts husjungfru Willies slitsamma vardag. Hursts bästsäljare Lummox berättar om en hushållerska invandrad från Europa, som utnyttjas hänsynslöst av sin arbetsgivare. Hushållsarbetares villkor var en hjärtefråga för Eleanor Roosevelt, som hade läst romanen och tyckt om den. Inför makens presidentvalskampanj 1931 tog Roosevelt kontakt med Hurst, som utlovade sitt stöd i kampanjen. De båda  utvecklade en god vänskap, och när Franklin D. Roosevelts plats i Vita Huset var säkrad underströk Hurst att hon "gärna åtar mig vadhelst för uppdrag ni anser mig kompetent att utföra". 
Fannie Hursts utstrålning och plats i allmänhetens medvetande var till fördel för presidentparet. Hurst fungerade som inofficiell talesperson för Eleanor Roosevelt och stöttade hennes ansträngningar att utvidga möjligheterna för USA:s första dam bortanför den traditionella rollen. För Fannie Hurst kom författarskapet alltid i första rummet, men hon gavs också några officiella uppdrag, inte bara i reformprogrammet under Roosevelts presidentskap. Hon innehade ordförandeskapet i National Housing Commission 1936–1937, hon var ledamot i ett utskott för Works Progress Administration 1940–1941 och hon utsågs av president Truman att ingå i USA:s delegation vid WHO:s femte Världshälsoförsamling (WHA) i Geneve 1952.

### Judisk identitet
Fannie Hurst var ambivalent gällande sin judiska börd. Hon uppfostrades av judiska föräldrar som såg ned på judar. Det fanns en hackordning; Hursts make Jacques Danielson var vad Rose och Sam Hurst kallade en "kike", han var rysk jude – själva hade de tyskt ursprung. I vuxen ålder omfamnade Fannie Hurst sitt ursprung, och många av hennes tidiga berättelser, men också den senare romanen Family!, skildrar den här identitetskrisen, och de generationsmotsättningar den utmynnade i, hos tyskjudiska och östeuropeiska immigrantfamiljer på Lower East Side. Ett exempel är novellen "The Gold in Fish" ur samlingen Song of Life från 1927, som Hurst omvandlade till broadwaypjäsen It is to laugh, senare filmad av Frank Capra som The Younger Generation.

### Homosexuellas rättigheter
I mars 1958 ledde Hurst en paneldiskussion i tv om manlig homosexualitet. En uppföljande del om lesbianism ställdes in i sista minuten när stationen ansåg att tv-publiken ännu inte var mogen för ämnet. Senare samma år talade Hurst vid Mattachine Societys konvent – en av landets första organisationer för homosexuellas rättigheter – där hon utsågs till hedersmedlem.

## Kritik och eftermäle

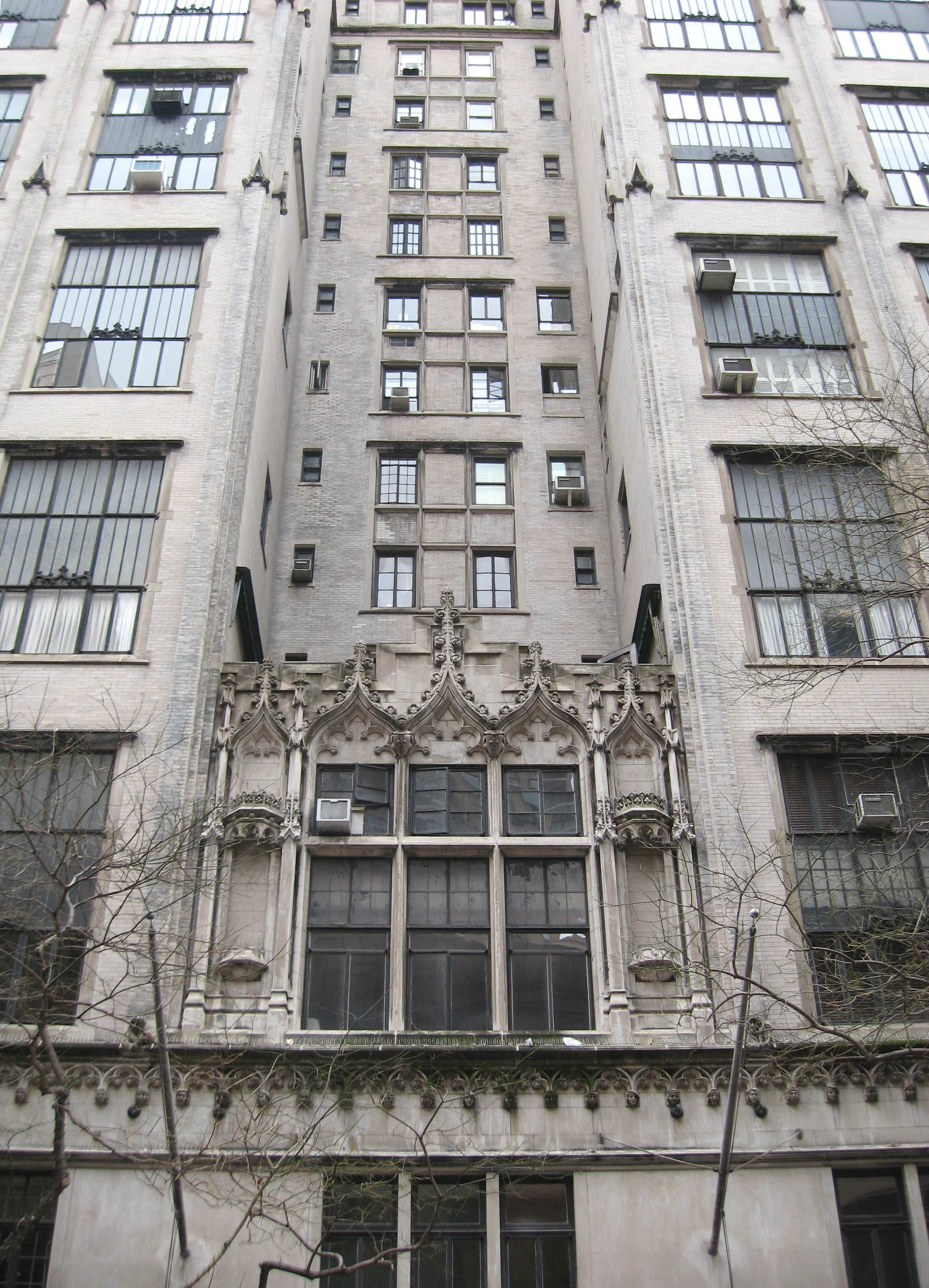
Hotel des Artistes där Fannie Hurst bodde under andra halvan av sitt liv.

Som storsäljande populärförfattare fann sig Fannie Hurst snart utsatt för en betydande nedlåtenhet från kritikerkåren. I sina memoarer medgav hon att det var ett hårt slag för henne, och hon ifrågasatte varför en författare inte kunde vara både viktig och populär. Samtidigt hävdade hon att den hårda kritiken inte berörde henne; kärleken från en hängiven läsekrets kompenserade mer än väl. Tidigt i karriären sågs hon som en av Amerikas stora novellister, och hon nämndes i samma andetag som Sinclair Lewis, Edna Ferber och Scott Fitzgerald – nu blev hon allt oftare anklagad för att producera klichéartade historier drypande av sentimentalitet. Hon blev föremål för en formlig kampanj i New Republic 1925 av författaren Waldo Frank, som använde henne som exempel på hur man inte bör skriva, och vädjade till aspirerande författare att inte välja "Hurst-lik framgång" framför konstnärlig integritet. Enligt en annan kritiker var hennes översvallande prosa i likhet med Mississippifloden "bred, djup och tämligen grumlig".
Fannie Hurst avled den 23 februari 1968 i sin luxuösa våning i Hotel des Artistes vid Central Park där hon bott sedan 1932.
Mycket tack vare litteraturhistorikern Susan Koppelman har Fannie Hurst återupptäckts av en bredare publik under 2000-talet. Koppelman menar att Hurst skall räknas som "en stor amerikansk författare". De flesta litteraturvetare går inte riktigt så långt men instämmer i att hon nog ändå måste anses vara en fantastisk berättare, och Koppelman får medhåll av bland andra professor Brooke Kroeger i att Hurst förtjänar en plats i litteraturhistorien.
Två professurer i kreativt skrivande har inrättats i Fannie Hursts namn av de två universitet som fick motta en miljon dollar var i enlighet med hennes testamente, Brandeis University och Washington University i St. Louis.